# Linhenykus
Linhenykus byl rod drobného hmyzožravého dinosaura (teropoda) z čeledi Alvarezsauridae, který žil asi před 84 až 75 miliony let na území dnešní Číny (autonomní oblast Vnitřní Mongolsko).

## Popis
Zřejmě dosahoval malých rozměrů, jak napovídá 7 cm dlouhá stehenní kost. Jeho délka činila zhruba 50 až 60 cm a hmotnost kolem 0,5 kg. Zvláštností tohoto dinosaura je přítomnost jediného prstu na předních končetinách (zbývající jsou zcela redukovány). Jedním masivním prstem zřejmě rozhrabával termitiště, jelikož termiti a jiný společenský hmyz nejspíš tvořil hlavní složku jeho potravy.
Fosilie tohoto svrchnokřídového dinosaura byly objeveny v usazeninách souvrství Wulansuhai. Popsán byl podle částečně zachované kostry (IVPP V17608) týmem čínských i zahraničních paleontologů počátkem roku 2011.